# Conseil international pour l'exploration de la mer
Le Conseil international pour l'exploration de la mer (CIEM) - ou  International Council for the Exploration of the Sea (ICES) en anglais - est, en dépit de son nom, davantage attaché à l'exploitation des ressources halieutiques qu'à l'exploration océanographique (du reste, il a aussi été appelé Conseil permanent pour l'exploration de la mer puis Conseil international pour l'exploitation de la mer). 
Fondé en 1885 à Copenhague, bien que sa première réunion ne se tienne qu'en 1902, il était destiné à répondre aux questions scientifiques et techniques posées par les pêcheurs et les industriels aux scientifiques, dès la fin du XIXe siècle, sur la plie, le hareng et la morue, et notamment sur les causes de fortes fluctuations de populations ou de captures de poisson, pour la pêche au hareng particulièrement. Avec la Commission internationale d'exploration scientifique de l'Atlantique, qui sera suivie en 1919 de la Commission internationale pour l'exploration scientifique de la Méditerranée, il semble être le premier organisme scientifique international formellement constitué.
Des scientifiques scandinaves, allemands, britanniques, néerlandais et russes ont initié des conférences internationales en 1899, 1901 et 1902, respectivement en Suède, Norvège et au Danemark. 
Celle de 1902  a formé un « Conseil scientifique international », reconnu par les 7 gouvernements des pays fondateurs.

## Histoire
La France n’y a adhéré qu'après la Première Guerre mondiale, en mars 1920. 
Selon Henri Heldt (en 1923) :
« Avant l'entrée de la France, ce Conseil s'occupait d'études hydrographiques dans la Mer du Nord et la Baltique, de recherches sur la plie, le hareng et la morue. Depuis que nous en faisons partie, le centre des recherches du Conseil s'est trouvé sensiblement déplacé et ses recherches s'étendent maintenant plus largement vers l'Atlantique : Un Comité spécial, le Comité du Plateau Continental Atlantique, s'occupe particulièrement de tout ce qui concerne les pêcheries dans cet Océan, de l’Écosse à Gibraltar » et le Conseil travaille aussi sur « la biologie du merlu, du thon, de la sardine, du maquereau », avec notamment « M.le Professeur L. Roule, du Museum et M. Le Danois » qui président les commissions spéciales pour l'étude du thon et du merlu. Dès 1920, les navires La Perche et La Tanche sous le commandement du Capitaine Rallier du Baty et le Pourquoi Pas ? du Commandant Charcot, ainsi que par les croisières régulières de la Marine nationale qui travaillent selon les instructions de l'Office des
Pêches, au large d'Ouessant sont apportés, coordonnés et édités par M. Le Danois. Une commission présidée par Louis Marie Adolphe Olivier Édouard Joubin, est « chargée de l'étude internationale de toutes les questions qui concernent les coquillages, notamment les huîtres, leur nature et leurs maladies ». 
Cette même année 1920, en septembre à Ottawa, est fondé outre-atlantique l'international committee on marine fishery investigations, rassemblant des représentants des États-Unis, du Canada et de Terre-Neuve, qui travailleront à l'étude des Pêches Maritimes sur la zone s'étendant devant les côtes Atlantique et Pacifique de l'Amérique du Nord.  M. Le Danois, missionné à Terre-Neuve, au Canada et aux États-Unis de mars à juillet 1922, a réussi à faire en sorte que la France puisse aussi y siéger, avec comme secteur de recherche le Banc de Terre-Neuve. Comme autres organismes internationaux avec des objectifs proches, il existait aussi la Commission de la Méditerranée et la Section d'Océanographie du Conseil International de Recherches (CIR) ainsi que de la Commission de biologie économique du même Conseil, soit au total 5 organismes internationaux, centrés sur l'Atlantique, la Mer du Nord et la Méditerranée.
La France y est aujourd’hui encore représentée au CIEM, par le Ministère des Affaires étrangères qui paye la cotisation, vote l’acceptation de nouveaux états membres, l’approbation de nouvelles procédures, etc. ; la France a été suivie d’autres pays dont dernièrement la Lituanie (1997) pour arriver à 20 pays membres représentés de plein droit (Allemagne, Belgique, Canada, Danemark, Espagne, Estonie, États-Unis d'Amérique, Finlande, France, Irlande, Islande, Lettonie, Lituanie, Norvège, Pays-Bas, Pologne, Portugal, Royaume-Uni, Russie, Suède). 
Quatre pays (Afrique du Sud, Australie, Grèce, Nouvelle-Zélande) y ont un statut d'observateur car non présents dans la zone de compétence du CIEM (l'Atlantique, principalement l'Atlantique septentrional, et les mers adjacentes).
En 1964 une Convention nouvelle a été signée par les pays membres, recadrant les missions et le fonctionnement de la CIEM, qui depuis a notamment activement participé à  la « deuxième Conférence internationale sur la gestion et la protection de la mer du Nord » et aux réunions interministérielles qui en ont découlé.

## Fonctions
C'est le plus ancien organisme international de recherche sur l'environnement marin. À ce titre, sa première fonction est de coordonner la recherche pour la zone Atlantique nord et les mers adjacentes (Mer Baltique et Mer du Nord).
Il contribue à l’étude scientifique des relations entre ressources marines (pêchées et/ou cultivées), l’environnement naturel et les activités humaines. Il donne des avis et produit des expertises pour les États membres et Commissions réglementaires de cette région. Il produit des bases de données sur les ressources halieutiques et l'environnement marin, particulièrement intéressantes en raison de la période temporelle couverte.
Le CIEM a aussi une fonction de donneur d'alerte. Il a, par exemple, alerté l’UE et les états-membres, ainsi que les consommateurs sur le fait que les stocks halieutiques d'Atlantique nord-est avaient encore fortement régressé lors de la décennie 1990 – 2000 : en effet, seuls 18 % des 113 stocks recensés en 2001 étaient encore dans des « limites biologiques sûres ». Le cabillaud a tant régressé dans cette région que le CIEM a demandé un embargo total sur la pêche de ce poisson.
Le CIEM a également alerté sur l’accumulation, dans les graisses des poissons, de polluants perturbant la reproduction (perturbateurs endocriniens ou reprotoxiques), et de polluants diminuant les taux de survie des poissons et affaiblissant leur système immunitaire (dont le mercure, en augmentation préoccupante dans les mers du monde entier, notamment chez les poissons situés en tête de pyramide alimentaire).
Le CIEM alerte aussi sur le fait que certaines ressources scientifiques dans le domaine de l’écologie marine, de l'écotoxicologie, de la taxonomie sont en déclin (laboratoires fermés, départs à la retraite non renouvelés) alors que les demandes d’avis scientifiques croissent rapidement.

## Principaux thèmes de compétence
- Politique commune de la pêche (PCP)
- Environnement marin,
- Suivi des ressources halieutiques (passées de 26 millions de t à la fin du XIXe siècle à 10 millions de tonnes à la fin du XXe siècle selon le CIEM[3]
- pollutions marines,
- transferts d'espèces animales ou végétales non indigènes, éventuellement susceptibles de devenir invasives
- efflorescences algales toxiques
- analyses multidisciplinaires des interactions Homme-Ressources halieutiques, dans une approche écosystémique.
- Prospection et exploitation industrielle durable de la mer
- gestion équilibrée des ressources halieutiques et marines vivantes.

## Fonctionnement
Chaque « état-membre » y est représenté par 2 délégués participant au Conseil des Délégués qui se réunit en « Conférence scientifique annuelle ». Il y élit un Bureau (Président + 6 vice-présidents) se réunissant deux fois par an. Le conseil des délégués décide des activités scientifiques à coordonner ; et du fonctionnement interne du CIEM (dont budget) La Conférence scientifique annuelle (CSA) produit les recommandations des Comités Scientifiques (entérinées ou non par les Délégués) sur les actions conjointes urgentes et sur les projets de recherche (dont campagnes scientifiques pluriannuelles destinés à mesurer, pour les  comprendre, les processus d'évolution des ressources commercialement exploitées et de leurs écosystèmes.
Environ 100 groupes de travail, associant environ 1200 chercheurs et experts venus de tous les états membres, se réunissent chaque année. Pour favoriser l’application des conventions internationales signées dans les années 1960 à 1880, le CIEM a été désigné pour fournir un avis scientifique coordonné dans les domaines des ressources halieutiques et des pêcheries, ainsi que concernant l'environnement marin. Il fournit notamment une grande partie des avis qui fondent les propositions de règlement soumises à la décision du Conseil des ministres de l'Union européenne dans ces domaines.

## Liste des Présidents

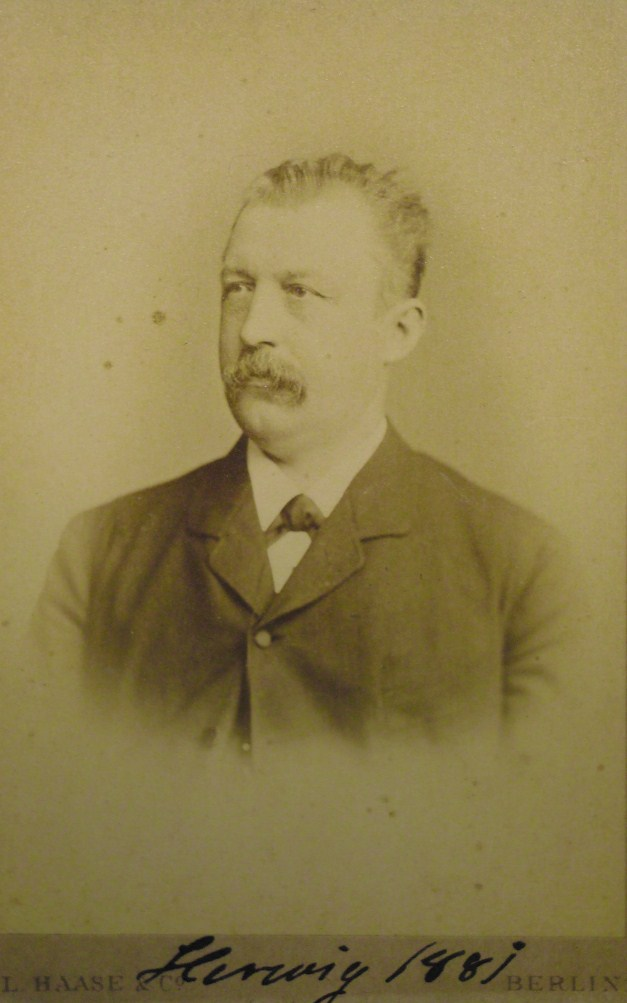
Walther Herwig, 1er président du CIEM (1881)

- Dr Walther Herwig, Allemagne (1902-1908)
- W.E. Archer, Royaume-Uni (1908-1912)
- F. Rose, Allemagne(1912-1915)
- Prof. Otto Pettersson, Suède (1915-1920)
- Mr Henry G. Maurice, Royaume-Uni (1920-1938)
- Prof. Johan Hjort, Norvège (1938-1948)
- Dr K.A. Andersson, Suède(1948-1952)
- A.T.A. Dobson, Royaume-Uni (1952-1955)
- Prof. H.U. Sverdrup, Norvège (1955-1957)
- Dr Å. Vedel Tåning, Danemark (1957-1958)
- Dr J. Furnestin, France (1958-1963)
- Dr J. Hult, Suède (1963-1966)
- Dr A.E.J. Went, Irlande (1966-1969)
- Prof. W. Cieglewicz, Pologne (1969-1972)
- M R. Letaconnoux, France(1972-1975)
- Prof. G. Nikolsky, URSS (1975-1976)
- Mr B.B. Parrish, Royaume-Uni (1976-1979)
- Prof. Gotthilf Hempel, RFA (1979-1982)
- Prof. W.S. Wooster, États-Unis (1982-1985)
- O.J. Østvedt, Norvège(1985-1988)
- Jakob Jakobsson, Islande (1988-1991)
- D. de G. Griffith, Irlande (1991-1994)
- M A. Maucorps, France (1994-1997)
- Dr L. Scott Parsons, Canada (1997-2000)
- Prof. Pentti Mälkki, Finlande (2000-2003)
- Dr M.P. Sissenwine, États-Unis (2003-2006)
- Dr Joe Horwood, Royaume-Uni (2006-2009)
- Dr. Michael Sinclair, Canada(2009-2012)